# Alchemilla macrochira
Alchemilla macrochira är en rosväxtart som beskrevs av S. Fröhner. Alchemilla macrochira ingår i släktet daggkåpor, och familjen rosväxter. Inga underarter finns listade i Catalogue of Life.